# Alatosessilispora bibrachiata
Alatosessilispora bibrachiata är en svampart som beskrevs av K. Ando & Tubaki 1984. Alatosessilispora bibrachiata ingår i släktet Alatosessilispora, divisionen sporsäcksvampar och riket svampar.   Inga underarter finns listade i Catalogue of Life.